# Улица Георгия Ратнера
У́лица Гео́ргия Ра́тнера — улица в Советском районе городского округа Самара.
Проходит параллельно улице XXII Партсъезда между проспектом Карла Маркса и улицей Свободы. Состоит из двух частей — первая (начало улицы — пятиэтажные дома, застройка 1961-62 гг) расположена внутри квартала между улицами Свободы и Запорожской, вторая (окончание улицы — частный сектор) от Ставропольской улицы до проспекта Карла Маркса.

## История названия
3 октября 2006 года  бывший 13-й проезд получил имя Георгия Ратнера, основателя куйбышевской школы сосудистой хирургии.

## Транспорт
По улице Георгия Ратнера общественный транспорт не ходит.  Можно доехать до пересечения этой улицы с:
- проспектом Карла Маркса: автобусом 56 (остановка «Поликлиника»)
- улицей Антонова-Овсеенко: льготным автобусом 30, троллейбусом 15, коммерческими автобусами 99, 213, пригородными автобусами 126с, 126ю (остановка «Машиностроительный колледж»)

## Почтовые индексы
443066: нечётные дома 1-25, чётные: 4-12

443090: чётные: 120-160, нечётные: 71-145